# Claude-François-Louis Jeannet
Pour les articles homonymes, voir Jeannet.
Claude-François-Louis Jeannet le jeune (24 novembre 1741, Saint-Florentin - 7 octobre 1822, Saint-Florentin), est un homme politique français, député aux États généraux de 1789.

## Biographie
Procureur du roi en l'élection de Saint-Florentin, il fut élu, le 7 avril 1789, député du tiers aux États généraux par le bailliage de Troyes, avec 135 voix (170 votants), il ne se fit pas remarquer dans l'Assemblée constituante, et se retira après la session à Saint-Florentin.

## Source
- « Claude-François-Louis Jeannet », dans Adolphe Robert et Gaston Cougny, Dictionnaire des parlementaires français, Edgar Bourloton, 1889-1891 [détail de l’édition] [texte sur Sycomore]